# إد هنت
إد هنت هو دراج كندي، ولد في 17 مارس 1977.